# 魯德亞德·吉卜林
约瑟夫·拉迪亚德·吉卜林（英語：Joseph Rudyard Kipling，1865年12月30日—1936年1月18日，又译吉普林或吉卜齡），生於印度孟买，英国作家、记者及诗人。主要著作有儿童故事《叢林奇譚》（The Jungle Book，1894年）、侦探小说《基姆》（Kim，1901年）、 诗集《营房谣》（Gunga Din，1892年）、短诗《如果—》（If—，1895年）以及许多脍炙人口的短篇小说。他是英國19世紀至20世紀中一位很受歡迎的散文作家，被譽為「短篇小說藝術創新之人」。也被视为英国19世纪日不落国的帝国文学代表作家。
吉卜林的作品在20世纪初的世界文坛产生了很大的影响，其本人也在1907年获得了诺贝尔文学奖。他是英國第一位、也是迄今为止最年轻的诺贝尔文学奖获得者（42歲）。此外，他也曾被授予英国爵士頭銜和英国桂冠诗人的头衔，但都被他拒絕了。
由於吉卜林所生活的年代正值欧洲殖民国家向其他国家疯狂地扩张，他的部分作品也被指责带有明显的帝国主义和种族主义色彩，长期以来人们对他的评价各持一端，极为矛盾，他笔下的文学形象往往既是忠心爱国和信守传统，又是野蛮和侵略的代表。

## 童年生活
吉卜林出生於印度孟买，他出生时的屋子至今还座落在Sir J.J.实用艺术学院（Sir J.J. Institute of Applied Art）的校园里。他的父亲约翰·洛克伍德·吉卜林（John Lockwood Kipling）是该校的老师，他的母亲是艾丽丝·麦克唐纳（Alice Macdonald）。这对夫妇最早於英国斯塔福德郡的鲁德亚德湖上订婚，於是鲁德亚德·吉卜林的名字也由此而来。在吉普林6岁时，他同3岁的妹妹被一起送到了英国一间儿童寄养所接受教育，由霍洛威（Holloway）夫人照管，但是直到他12岁离开，他在这里的生活并不愉快，受到的关爱非常有限，这段经历可能也很大程度上影响了他以后的写作，尤其是增加了他对孩子的同情心，这在他的许多作品多有体现。另外值得一提的是，吉卜林在英国这段期间，每个圣诞节都要到他英国的姑姑家度过，他的姑夫是当时著名的艺术家爱德华·伯纳-琼斯，而他的表弟正是后来的三届英国首相斯坦利·鲍德温。
在英国的这段时间内，吉卜林一直寄宿於联合服务学院，这段经历也为他后来的小说《斯托基公司》（Stalky & Co.）提供了素材。在结束了英国的这段历程後，吉卜林於1882年返回了印度，在他父母工作的城市拉合尔（今属巴基斯坦）开始了第一份工作，为当地一个很小的报纸《公民军事报》（Civil & Military Gazette）做助理编辑，从此他尝试性地开始了诗歌的创作，到1883年，他正式出版了他的第一部作品。

## 早年的旅行
到19世纪80年代中期，吉卜林开始以阿拉哈巴德先驱报通讯记者的身份周游印度全国。此时他的小说创作也蒸蒸日上，仅在1888年1年时间内出版了6部短篇小说。这其中包括著名的《霸王铁金刚》。
第二年，吉卜林开始了返回英国的长期旅行，他途经了缅甸、中国、日本，又抵达美国，再横穿大西洋，到达了目的地伦敦。他在同一时期在报纸上发表的From Sea to Sea and Other Sketches, Letters of Travel也正取材於这段经历。从那时开始，他的知名度迅速增高，他也自己定位为紧跟当时帝国主义节拍的文学声音，1890年，他出版了他的第一部长篇小说《消失的光芒》（The Light that Failed）。同时期内，他也创作了大量的诗歌，其中最著名的可能是《东西方民谣》（The Ballad of East and West），第一句为“Oh, East is East, and West is West, and never the twain shall meet”。

## 作家生涯
1892年，26岁的吉卜林同30岁的卡罗琳·贝尔斯迪尔（Caroline Balestier）结婚，卡罗琳的弟弟曾是吉卜林的好朋友，几年前已死於伤寒。他们到达美国佛蒙特州（贝尔斯迪尔家族许多成员住在那里）。於是在接下来的四年裡，他们便住在了佛蒙特州，并在伯瑞特波罗（Brattleboro）小镇建了一座名叫的房子（意思是90万卢比）。至今，这个房子仍然坐落在吉卜林路路边，鹅卵石质地、深绿色装饰、宽敞的空间，曾一直被吉卜林摹绘称成为一艘“船”。也正是在那段时期，吉卜林开始专注於儿童文学的写作，在1894年和1895年陆续出版了经典之作《丛林之书》和（The Second Jungle Book）。但与此同时，许多迹象表明吉卜林夫妇的生活并不美满，双方的婚姻只是为了孩子才勉强维系。吉卜林的父母从未见过卡罗琳，这对夫妇也在后来他们的儿子死去後变得更加得疏远。
吉卜林非常喜爱高尔夫球，在佛蒙特州的冬季，他也经常打雪地高尔夫，有高尔夫爱好者认为也正是吉卜林发明了雪地高尔夫这项运动，但事实上这只是人们的牵强附会，早在吉卜林出生之前，就已经有许多高尔夫的狂热爱好者在英格兰和苏格兰的几条雪地路线上打高尔夫球的记录。吉卜林是在英国读书时学会的高尔夫球，后来回到印度也从未放手，在他的许多關於印度殖民地生活的短篇小说中，高尔夫球也经常被提起，如《山中 故事》（Plain Tales from the Hills），但是在作品中，他经常嘲笑那些高尔夫的游戏者为高尔夫机器（golfing set），暗指他们整日游手好闲、无所是事。
当时吉卜林与他的妻弟有一些矛盾，并最终在法庭上才得以解决，这让吉卜林感到十分沮丧，并有了离开佛蒙特州的念头。1897年，他携妻子返回了英格兰，并当年即出版了《勇敢的船长》（Captains Courageous），次年，又出版了小说《斯托基公司》，这些感人的校园故事显示出吉卜林在爱国主义上模棱两可的态度，这些取材大部分都来自吉卜林童年寄宿学校的经历。
从1898年开始，几乎每年冬季吉卜林都要到非洲休假，在非洲，吉普林结识了赛西尔·罗兹，开始了他另一篇儿童文学经典作品《原来如此·吉卜林故事集》（Just So Stories for Little Children）的素材收集，这部作品後於1902年出版，他的另一篇经典小说《基姆》也写於那个时期。
那段时期，吉卜林的诗歌创作也从未停止，主要包括《营房谣》、《白人的负担》（The White Man's Burden， 1899年）；此外，在写实文学方面，吉卜林也多有涉及，在關於英国应如何回应德国日益增长的海军力量的争论中，吉卜林发表了一系列的文章共同命名为《一个现存舰队》（A Fleet in Being）。
20世纪初的10年间，吉卜林在文学上的成就达到顶峰，1907年他获得了诺贝尔文学奖，此间另出版了1906年的《普克山的小精灵》（Puck of Pook's Hill）和1910年的《报答与仙女》（Rewards and Fairies），后者中包括吉卜林一首极为著名的短诗《如果》，在1995年BBC的“英国人最喜爱的诗”的民意调查中，这首立意於克制主义和淡泊主义的诗被选为吉卜林最著名的诗。
吉普林反对爱尔兰地方自治，他和爱华德·卡森（Edward Carson）是很好的朋友，爱华德·卡森是都柏林出生的阿尔斯特工会的领导人，他带领阿尔斯特的志愿者反对爱尔兰的“罗马协定”。吉普林曾在1912年写过一首诗《阿尔斯特》（Ulster）阐述此事，这首诗也直接导致了1912年9月28日50万人集体签署阿尔斯特条约的阿尔斯特日。

## 一战的影响
生活在19世纪末20世纪初那个特定的时代，吉卜林亲身体验了欧洲文明向全世界的凶猛扩张，也不可避免的经历了随之而来的第一次世界大战。在此期间吉卜林遭受了他人生中最大的痛苦，他的大儿约翰（John）牺牲在1915年的卢斯之战中，为此吉卜林自责地写下了“如果有人问我们为什么死，告诉他们，因为我们的父辈说了谎。”（If any question why we died/ Tell them, because our fathers lied），这句话的来由可能是因为吉卜林送儿子参军时，为儿子很差的视力做了很多努力才获得批准。为了弥补心中的创伤，吉卜林加入了费边帝国战争治丧委员会（现为英聯邦戰爭公墓委員會），这个组织负责英国战争中牺牲人员的墓地建设，吉卜林对这个项目最大的贡献是为这个项目挑选了一句圣经中的短句，刻在了几个较大的战争墓地的纪念碑上，同时他也记录了他的儿子所在的爱尔兰卫队的历史。
以后，随着汽车的普及，吉卜林成为了大不列颠新闻报的驾车记者，并狂热地写下了他在英国和国外的旅程。
1922年，由於在作品中多次提到工程师的工作，应多伦多大学土木工程教授的请求，参加土木工程专业即将毕业的学生的毕业典礼，这个典礼被吉卜林命名为“召唤工程师仪式”（The Ritual of the Calling of an Engineer）。现在整个加拿大甚至美国部分大学的土木工程专业的学生毕业都要被赠与一个工程戒指，以示对吉卜林的纪念。
同年吉卜林成为了圣安德鲁斯大学的名誉院长，直到1925年。
1935年5月6日，吉卜林为圣乔治皇家学会作了一个演讲，曾警告德国纳粹对英国的威胁。

## 逝世和争议
吉卜林一直到20世纪30年代早期，仍然继续不断地出新的作品，但作品无论从数量还是品質均已不及当年，1936年1月18日，70岁的吉卜林因脑溢血逝世。（一个插曲是，吉卜林生前曾有杂志误报了他的死讯，当时吉卜林给杂志社回了一封信写到，“我已经读到了我死去的消息，请不要忘记把我从订阅者名单中删除。”）
吉卜林逝世以后，对吉卜林作品批评的声音越来越多。到20世纪中期，随着欧洲各国在全世界的殖民地纷纷独立，诗歌的写作形式更为自由，而吉卜林注重写作韵律的风格也变得落后於时代。还有许多人谴责吉卜林，认为他的作品带有太多的政治色彩，他们指出，吉卜林在对印度殖民地生活的描绘中，经常表露出对殖民主义的支持，认为没有欧洲大国的帮助，印度等殖民地国家就不能生存。这一点在他的小说《基姆》中有所表现，其中在小说开头部分有一句“他像东方人一样说谎”（He could lie like an Oriental）备受争议。此外在吉卜林的诗作中，《白人的负担》一诗也备受争议，诗中曾有这样的语句，殖民地的人民通常是一半是恶魔一半是孩子（half-devil and half-child）。有人认为这首诗是一首讽刺诗，作者只是在反寓殖民主义扩张和对殖民地人民镇压的危险。而殖民主义的支持者则认为这首诗是一首写实诗，作者的原意正是诗中字面上的意思。无论如何，更像是指德国人而不是印度人。其他类似支持印度没有西方国家也能够很好生存的论调在吉卜林的作品中也能够清楚地看到，例如在小说《丛林奇譚》中，印度小男孩毛克利（Mowgli）在危险的环境中勇敢的生存，正是很好的证明。
此外，吉卜林与童军运动的联系也非常紧密。童军的创始人贝登堡，经常使用《丛林奇譚》和《基姆》中的内容来教育他的童军成员，甚至直到今天，这些联系依然存在，不仅这项运动以《丛林奇譚》的主角印度小男孩毛克利命名，而且一些童军中的成年助手也以丛林之书中的名字命名。
吉卜林的许多作品取材自印度，但直到今天，吉卜林在印度的声誉仍然是相当负面的，因为他的作品充满了帝国主义色彩，尤其是一战前几年的作品。在印度大学教育有关英国文学的课程中，有关吉卜林的作品，除了大部分儿童文学外，其他很少提及。只有极少数大学将吉卜林的作品列到了他们的必读数目里，而其他英国作家的作品却未受影响。反而，在研究帝国主义理论的课程中，吉卜林的作品却成了重要的研究对象。

## 以吉卜林命名的地点
为了纪念吉卜林，世界各国的许多地点都以吉卜林命名。
在美国，当年在密西根湖北岸修建铁路时，当时的项目经理（一个吉卜林小说的爱好者）为了纪念吉卜林，将当地的两个小镇分别命名为鲁德亚德和吉卜林。在蒙大纳州还有另一个城镇也被命名为鲁德亚德。20世纪初，在吉卜林的文学事业最为鼎盛之时，加拿大萨斯喀彻温省东南的一个小镇也被命名为吉卜林（最初是被命名为鲁德亚德，但因为有另一个城市已经有相同的名字，所以后来改为吉卜林）。进入这个城镇的欢迎符号，是一个书卷轴和一片羽毛，象征着吉卜林的写作生涯。
在加拿大安大略省怡陶碧谷，当地政府在1907年将一条原名为密米可大道的主要干道改名为吉卜林大道。附近的地铁基柏齡站也是以吉卜林的名称命名的。
在英国，吉卜林也是寄宿学校黑利伯瑞和帝国后勤学院中一栋公寓的名称。

## 吉卜林对科幻小说的影响
尽管吉卜林长期以来受人们的争议不断，但他仍然对20世纪的文坛产生了巨大的影响。其中一个重要影响是20世纪30年代末期在写作方式上为坎贝尔式科幻小说的创新提供了很多的借鉴。
吉卜林对科幻小说的影响主要是通过科幻小说家约翰·伍德·坎贝尔和海因莱因表露出的，坎贝尔评价吉卜林为“第一位现代科幻小说家”，海因莱因则表示从吉卜林的作品中学到了一个重要的间接描绘的写作技巧——通过主角的眼睛和语言来描绘想象中的世界要远好於生硬的解释说明，这种写法也成为了坎贝尔式科幻小说的重要组成部分。
为了向英国读者和美国读者介绍令人新奇的印度故事，吉卜林在他的作品中经常运用了间接描绘的技巧来完成对陌生环境的描写，这种技巧在《基姆》中得以全面发展，这部作品也对包括海因莱因在内的一系列科幻小说作家产生了很大的影响。1912年，在吉卜林的小说《夜邮》（Night Mail）中，间接描绘的技巧得以充分体现，这部小说读起来已经很接近现代科幻小说（这部小说出版时，海因莱因只有5岁，但这部小说对海因莱因的未来的创作却产生了深刻的影响）。
吉卜林在科幻小说界获得的评价是相当高的，尤其是在被誉为科幻小说黄金年代的20世纪40年代至50年代，如海因莱因和波尔·安德森都对吉卜林有很高的评价，直至现在，吉卜林文学仍然对科幻小说的创作有着很大的启发，包括如何在道德教育上创作高质量的儿童文学，如何在描述异国风情的军事冒险题材小说种添加教育小说的元素，如何将乐观主义与自由主义有机地结合在一起等。

## 卍字符號

吉卜林作品上的万十字章

许多老版本的吉卜林作品封面，都有一个左向的万十字章（卍），在20世纪30年代以后，为了防止与纳粹德国纳粹党的右向万十字章的标志（卐）相混淆，吉卜林授意取消他作品上的所有的万十字章符号，以防止人们误以为他对纳粹党的支持。事实上，卍与纳粹没有任何关系，而是取自古印度的宗教符号，为祈求康健和好运之意。
1935年，吉卜林曾作过一个著名的演讲，预见性地警告纳粹的威胁。

## 作品中譯
吉卜林的「叢林之子」，又有作「森林王子」、「叢林故事」等名稱。
- 劉元孝/譯，《叢林奇談》，臺北市：臺灣東方出版社，1990年。
- 徐朴/譯，《叢林傳奇》，上海：少年兒童出版社，1996年。
- 陳榮東等人/譯，《叢林之子》，台北市：國際少年村出版，1998年。
- 楊琇閔/譯，《叢林故事》，台北市：寂天文化，2000年、2006年。
- 鄭雅文/譯，瓦倫提尼/繪圖，《叢林奇談》，台北市：台灣麥克，2002年。
- 顏湘如/譯，《森林王子》，台北市：台灣商務，2003年。
- 景遏明、楊琇閔/譯，《叢林故事》，台北市：語言工場出版，2004年。
- 張惠凌/譯，《原來如此》，臺北市：晨星出版，2005年。
- 曹元勇/譯，《叢林之書》，北京市：華夏出版社，2007年。
- 不著譯者，《泰山王子》，台北市：寂天文化，2008年。附有光碟片。
- 張惠凌/譯，《森林王子》，台中市：晨星發行，2008年。
- 呂佳蓉/主編，編譯工作小組/譯，《森林王子》，台北縣中和市：明天國際圖書，2009年。

吉卜林的「吉姆」，也有作「基姆」。
- 謝瑤玲/改寫，《小吉姆的追尋》，台北市：天衛文化，1992年。
- 湯新楣/譯，《基姆》，台北市：遠景出版，1993年再版。
- 黃若容、周恒/譯，《基姆》，瀋陽市：遼寧教育出版社，1998年。
- 廖綉玉/譯，《基姆》，新北市：聯經出版公司，2017年。

吉卜林的其他作品：
- 張劍鳴/譯，《怒海餘生》[2]，台北市：國語日報出版部，1980年。
- 余文如/譯，《消失的光線》，台北市：福德機構出版，1982年。
- 黃郁文/改寫，Picco/繪圖，《長鼻象》，台北市：光復，1989年。
- 郭恩惠/譯，克莉斯汀娜/繪圖，《獨來獨往的貓》，台北市：台灣麥克，1997年。
- 郭恩惠/譯，朱里安諾/繪圖，《大象的鼻子為什麼那麼長》，台北市：台灣麥克，1997年。
- 游紫玲/譯，《原來如此的故事》，台北市：玉山社，1998年。
- 孫冰/譯，《白海豹》，桂林：廣西師範大學，2002年。
- 董霈/譯，麥克努雪夫/圖，《要做國王的人：權力背後永不屈服的人性》，台北市：格林文化出版，2004年。
- 丁才云/譯，《談談我自己》，南京市：江蘇教育，2006年。
- 李紫蓉/改寫、高玉菁/繪圖，《跺腳的蝴蝶》，台北市：東西出版，2006年。
- 李紫蓉/改寫、陳佩娟/繪圖，《跟鱷魚拔河的小象》，台北市：東西出版，2006年。
- 李紫蓉/改寫、王秋香/插圖，周瑞萍/繪圖，《跟大海玩遊戲的螃蟹》，台北市：東西出版，2006年。
- 宋慧芹/改寫，王秋香/繪圖，《烏龜+刺蝟=?》台北市：東西出版，2006年。
- 編輯群/改寫，小麥熊貓/繪圖，王秋香/插圖，《犀牛的粗皮外衣》，台北市：東西出版，2006年。
- 編輯群/改寫，吳嘉鴻/繪圖，王秋香/插圖，《花豹要學隱身術》，台北市：東西出版，2006年。
- 賀道蓉/改寫，孫中曾/繪圖，王秋香/插圖，《大鯨魚的小喉嚨》，台北市：東西出版，2006年。
- 陳榮東等人/譯，《白海豹》，台北市：風雲時代出版，2007年。
- 不著譯者，《吉卜林短篇小說選》，中國文聯出版社，2009年。
- 不著譯者，《獨來獨往的貓：諾貝爾大師講童話》，少年兒童出版社，2010年。
- 趙永芬/譯，《原來如此的故事》，天衛文化，2010年。
- 吴刚/译，《勇敢的船長》，上海市：少年儿童出版社，2011年。
- 孟洁冰、赵婕/译，《怒海余生》。
- 黎幺/譯，《東西謠曲》，人民文學出版社，2018年。

## 相關書籍
簡體字：
陳兵/著，《帝國與認同：魯德亞德‧吉卜林印度題材小說研究》(英文版)，中國科學技術大學出版社，2007年。